# Chiaramonte

Stemma comitale di Casa Chiaramonte

Il Casato dei Chiaramonte (detti anche Chiaromonte o Chiaramonti) fu una famiglia nobile siciliana di origine piccarda.
Giunti in Sicilia ai tempi del Gran Conte Ruggero I d'Altavilla, furono fra i rappresentanti più importanti e in vista della nobiltà Latina ai tempi del Regno di Trinacria e presero parte attiva alla vita politica dell'isola nei secoli XIII e XIV.

## Storia

### Origine
La dinastia dei Chiaramonte sarebbe derivata dal casato francese dei Clermont, originario della Piccardia.
I più antichi componenti della famiglia di cui si ha notizia (secondo alcuni scrittori lontani discendenti di Carlo Magno), arrivarono in Italia al seguito dei Normanni, e furono un Edgardo di Capua, e un Ugo signore di Colubraro e Policoro (in Basilicata), vissuti tra la fine dell'XI secolo e l'inizio del XII secolo.

La Piccardia, regione storica francese (qui raffigurata nei suoi confini del 1789) da cui sarebbero derivati i Chiaramonte

### In Sicilia
Un ramo della famiglia si stabilì in Sicilia, e la sua fondazione viene convenzionalmente attribuita a un Verlando di Chiaramonte, giunto nell'isola al seguito di Ruggero I d'Altavilla, che cacciò gli occupanti saraceni e divenne primo Conte di Sicilia nel 1062.
Un Ugone di Chiaramonte fu presente all'incoronazione di Ruggero II d'Altavilla a primo Re di Sicilia nel 1130; da detto Ugone, che era un piccolo feudatario, discesero i fratelli palermitani Atanasio, Nicolò, Pietro e Federico Chiaramonte.
Col fine di sancire la definitiva sottomissione del partito Chiaramontano, che faceva capo alla famiglia Chiaramonte, fu convocato il primo Parlamento Generale di Sicilia nel Monastero di San Domenico a Randazzo da Federico III di Sicilia il Semplice. 

### Ascesa
Atanasio fu patriarca di Alessandria dal 1216 al 1227, quando Re di Sicilia era Federico II di Svevia; Niccolò († 1227), O.Cist., nominato da papa Onorio III nel 1219, con il titolo di cardinale-vescovo di Frascati, partecipò all'elezione papale del 1227 in cui fu eletto papa Gregorio IX.; Pietro fu abate nel convento di Santa Maria delle Grotte di Marsala nel 1220; Federico fu armato cavaliere dal medesimo papa Onorio III e ricevette da questi la rosa d'oro papale, e nel privilegio che gli viene conferito dal Sommo Pontefice è indicato discendente dell'imperatore Carlo Magno, e lo obbliga di combattere contro i Saraceni, gli infedeli e gli scismatici:
ut posset pugnare pro justitia et honorem Dei et etiam propter Sanctam Romana Ecclesiam, et maxime contra Saracenis et Infedeles et scismaticos ut classis temporibus semper facerunt potentissimi et magnificentissimi Principes de domo Christianissimi Magni Caroli Regis Franciae de qua ille Verlandus de Claramonte ortum ducit, et vos etiam descenditis.
Detto Federico, fu signore di Sutera, e con lui ebbe inizio l'ascesa politica ed economica dei Chiaramonte: sposò in Girgenti la nobildonna Rosalia Prefoglio detta Marchisia, figlia del miles Pietro, signore di Ragusa, e sorella di Federico, signore di Caccamo, al quale, alla sua morte succedette nei beni e nella signoria che amministrò, e nella sua città dimorò sempre, con il marito, fino alla morte avvenuta nel 1330. Da Federico I Chiaramonte e da Marchisia Prefoglio nacquero in Girgenti diversi figli, fra i quali Manfredi, Giovanni e Federico.
Nonostante le origini francesi, durante le guerre del Vespro iniziate in Sicilia nel 1282 in rivolta ai dominatori Angioini, i Chiaramonte si schierarono dalla parte del partito legittimista che chiese a Pietro III d'Aragona, marito della regina Costanza II di Sicilia, di cingersi della Corona di Re di Sicilia. All'ascesa al trono, nel 1296, di Federico III - fratello minore del re Giacomo II di Aragona - a Re di Sicilia, Manfredi Chiaramonte Prefoglio († 1321), per aver servito il re Federico III di Sicilia nella sua guerra contro gli Angioini, fu da questi premiato nel 1296 con la concessione della Contea di Modica, confiscata al cognato Manfredi Mosca, accusato di essere ribelle. La Contea di Modica, nel Val di Noto, comprendeva le città e le terre di Modica, Biscari, Comiso, Giarratana, Gulfi, Monterosso, Odogrillo, Ragusa, Scicli e Spaccaforno, ed era uno dei più vasti domini feudali della Sicilia. A Manfredi, che fu Gran siniscalco del Regno, succedette il figlio Giovanni († 1342), il quale, diversamente da suo padre adottò una linea politica filoangioina. Durante i regni di Pietro II di Sicilia (1337-1342) e di Ludovico suo figlio (1342-1355), i Chiaramonte, insieme ai Palizzi capeggiarono la fazione Latina che combatteva quella dei Catalani.

### XIV secolo
Il nobile e miles Giovanni Chiaramonte Prefoglio († 1339), Gran siniscalco del Regno e capitano generale dell'esercito, fratello di Manfredi, fu sposato con la nobildonna Lucca Palizzi, figlia di Nicolò, che lo rese padre di otto figli, tra cui Manfredi, Enrico, Federico e Giacomo. Il fratello minore Federico II († 1311), fu signore di Racalmuto e Siculiana, e sposato con la nobildonna Giovanna Camerario, figlia di Cataguerra, ebbe due figlie, Giovanna e Costanza.
Manfredi Chiaramonte Palizzi († 1353), I conte di Chiaramonte dal 1335, e successore al titolo di Conte di Modica del cugino Giovanni il Giovane perché morto senza eredi maschi, fu capitano di Palermo e uno dei quattro vicari del Regno di Sicilia. Fu suo unico discendente Simone, VI conte di Modica († 1356), siniscalco del Regno, che ostile alla Corona d'Aragona fu dichiarato ribelle dal Re Ludovico, da cui gli vennero confiscati i suoi titoli e beni nel 1353; Enrico († 1353), regio milite, fu maestro razionale del Regno, e vicario del Re nel 1348; Giacomo, fu governatore di Nicosia nel 1354, ed ebbe il privilegio di coniare e spender moneta di rame con l'impronta della sua effigie e con lo stemma della sua famiglia, la quale moneta fu detta Giacobina.
I Chiaramonte recuperarono il possesso delle contee di Modica e di Chiaramonte e degli altri possessi feudali nel 1360: Federico Chiaramonte Palizzi († 1363), figlio di Giovanni il Vecchio, entrato in fedeltà agli Aragonesi, gli fu concessa la Contea di Modica in quanto successore del nipote Simone, che dal matrimonio con Venezia Palizzi non ebbe figli; fu vicario generale del Regno di Sicilia, Maestro giustiziere, governatore, pretore e capitano giustiziere di Palermo (1361-1363). La Contea di Chiaramonte passò invece a Giovanni Chiaramonte Moncada († 1374), figlio di Enrico, che fu signore di Bivona, di Misilmeri e di Sutera, siniscalco del Regno, castellano e capitano dell'Isola di Gerba, fondò a Naro il convento dei Frati francescani nel 1362, e fu sposato con la nobildonna Isabella Ventimiglia Lauria, figlia di Francesco, XVI conte di Geraci, da cui ebbe una sola figlia, Costanza, moglie di Giovanni Peralta d'Aragona, figlio di Guglielmo, conte di Caltabellotta.
Matteo Chiaramonte Moncada († 1369), figlio di Federico, VIII conte di Modica, fu siniscalco a vita del Regno dal 1361, giustiziere del Regno dal 1365 e capitano di Naro dal 1366. Dal suo matrimonio con la nobildonna Giacomina (o Jacopella) Ventimiglia, figlia del conte Francesco, nacquero tre figli, di cui uno Federico detto Federichello, premortogli in tenera età. Gli succedette nel possesso della Contea di Modica e degli altri suoi beni il cugino Manfredi († 1391), figlio naturale del conte Giovanni II.
Detto Manfredi, IX conte di Modica, III conte di Chiaramonte, fu signore di molti castelli siciliani. Fu anche conte di Malta e Gozo, duca di Gerba e Grande ammiraglio. Avverso agli Aragonesi di Sicilia e alla nobiltà della fazione Catalana, fu uno dei quattro vicari durante il regno di Maria di Sicilia, dal 1377 al 1391, per disposizione testamentaria di Re Federico IV d'Aragona. Governatore di Messina fino al 1364, fu signore di Trapani e di Agrigento, città demaniali che governava in nome del sovrano. Nel 1391 si riunì insieme ai principali baroni dell'isola nel cosiddetto Giuramento di Castronovo, volto ad organizzare una rivolta nazionale contro Martino d'Aragona sposo della Principessa Maria, rivolta appoggiata dalla Chiesa che, con Papa Bonifacio IX, considerava nullo questo matrimonio per la parentela tra i due sposi, procugini, dispensati dall'Antipapa Clemente VII di cui dunque si dichiaravano seguaci.
A Manfredi III Chiaramonte, succedette nei titoli e nelle cariche, il figlio Andrea Chiaramonte († 1392), che ne proseguì la politica anti-aragonese. Fu l'ultimo conte di Modica di questa famiglia, nonostante i suoi sforzi. Il partito di Martino il Giovane, sostenuto dal padre Martino il Vecchio, riuscì a occupare gran parte del territorio siciliano anche grazie all'ammiraglio aragonese Bernardo Cabrera, che ottenne anche la sottomissione degli altri tre Vicari del Regno e di alcune città demaniali. Andrea Chiaramonte, sostenuto dalla città di Palermo, in cui si era rifugiato, ritenne di sostenere il forte assedio nemico forte delle sue convinzioni legittimiste, ma dopo circa un mese dovette iniziare le trattative di resa. In un primo tempo, accolto benevolmente dai nuovi sovrani 'de facto, se non de jure, pensò di poterne ottenere il perdono; arrestato poi a tradimento, nonostante le esplicite promesse d'incolumità personale, fu processato e giustiziato per decapitazione il 1º giugno 1392 a Palermo, di fronte al suo palazzo in Piazza Marina. Il tentativo legittimista, sostenuto anche dalla Chiesa di Roma, tramontava così insieme alla famiglia Chiaramonte. Il 5 giugno, pochi giorni dopo l'uccisione del Conte Andrea, il suo immenso feudo veniva assegnato al Cabrera che tanto aveva fatto per ottenere un regno al suo sovrano. Con la morte di Andrea non si estinse però la famiglia Chiaramonte, spogliata di tutti i titoli e beni feudali, ma con l'unico figlio dell'ultimo Conte di Modica, di nome Giovanni. Enrico Chiaramonte, figlio naturale di Matteo, VIII conte di Modica, sperò di vendicarlo con la ripresa di Palermo nell'aprile 1393, ma, tradito e deluso, esulò nel 1412 a Gaeta.
Ancora fiorente fu invece il ramo minore dei baroni della Salfetta, che derivava da Ugone Chiaramonte, figlio cadetto di Giovanni il Vecchio e dunque fratello minore del Conte Manfredi II, che godette di nobiltà nella città di Caltagirone. Un Giorlando tenne la carica di capitano di giustizia in detta città nel 1575-76 e, con privilegio dato a 20 maggio esecutoriato a 2 agosto 1576, ottenne la concessione del titolo di nobile col don; un Antonio († 1636), figlio del precedente, dottore in leggi, fu giudice pretoriano di Palermo nel 1592-93, e, con privilegio dato a 26 giugno esecutoriato a 30 agosto 1622, venne nominato giudice del Tribunale del Concistoro; un Giacomo, fu capitano di Caltagirone negli anni 1600, 1604 e 1623; un Carlo fu capitano di giustizia della città di Caltagirone negli anni 1679, 1680-81, 1685-86 e 1691-92, proconservatore nel 1680 e 1694, e patrizio di detta città nel 1682-83 e 1689-90.
Il ramo calatino dei Chiaramonte si estinse in linea maschile nel XVIII secolo e confluì nella famiglia Bonanno del ramo dei baroni di Rosabia, che si cognomarono Bonanno Chiaramonte.

## Palazzi, ville e castelli
A questa famiglia si deve la costruzione di vari castelli e palazzi. Da loro prende nome il cosiddetto stile chiaramontano, caratteristico dell'edilizia privata trecentesca siciliana, e che ha notevoli esempi nei castelli di Caccamo, Mussomeli e Alcamo, e nelle pitture del Palazzo Steri di Palermo, la più splendida impresa dell'arte decorativa siciliana del Trecento, sede poi dei Viceré e dell'Inquisizione.
Furono edificati, rifondati o modificati da esponenti della famiglia Chiaramonte i seguenti castelli, parzialmente conservati: Camastra, Carini, Chiaramonte Gulfi, Comiso, Favara, Modica (nella "capitale" dell'omonima Contea di Modica), Montechiaro (oggi nel comune di Palma di Montechiaro), Motta Santo Stefano, Mussomeli (nella città fondata da Manfredi III), Naro, Racalmuto, Ragusa, Siculiana, Sperlinga, Sutera (solo ruderi).

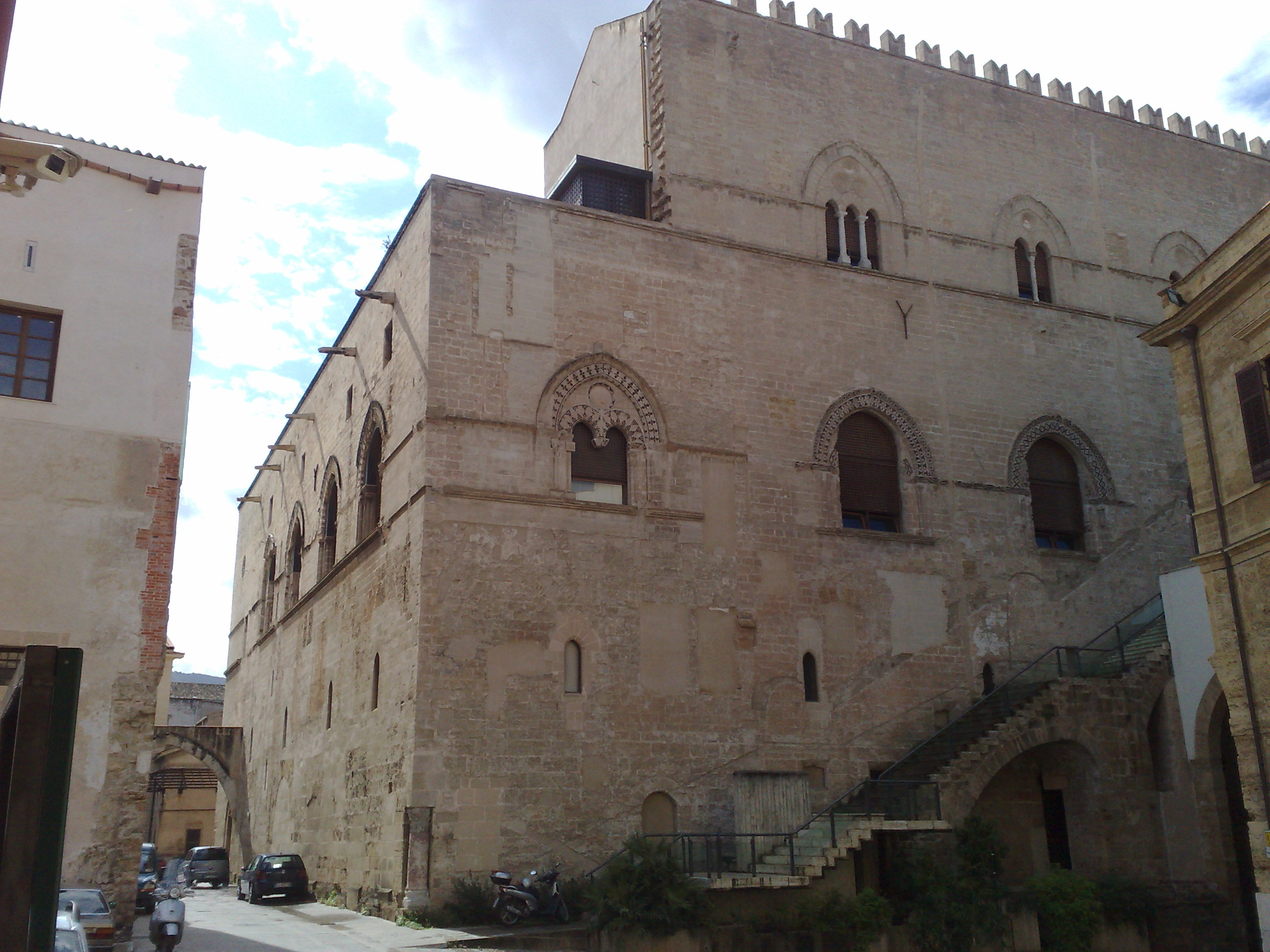
Palermo, il palazzo dei Chiaramonte o Steri (da Hosterium Magnum), XIV secolo
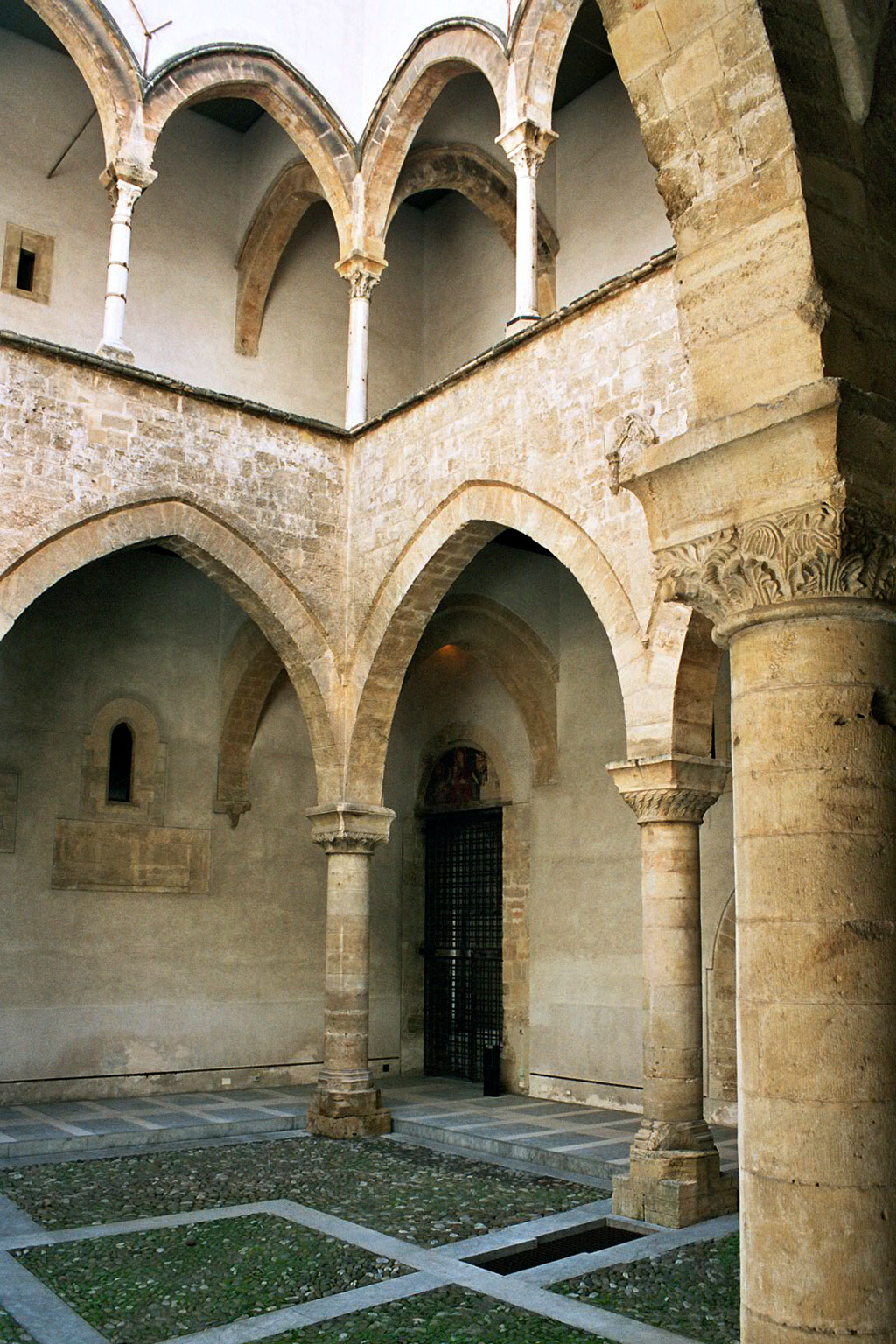
Palermo, Palazzo Steri, cortile interno
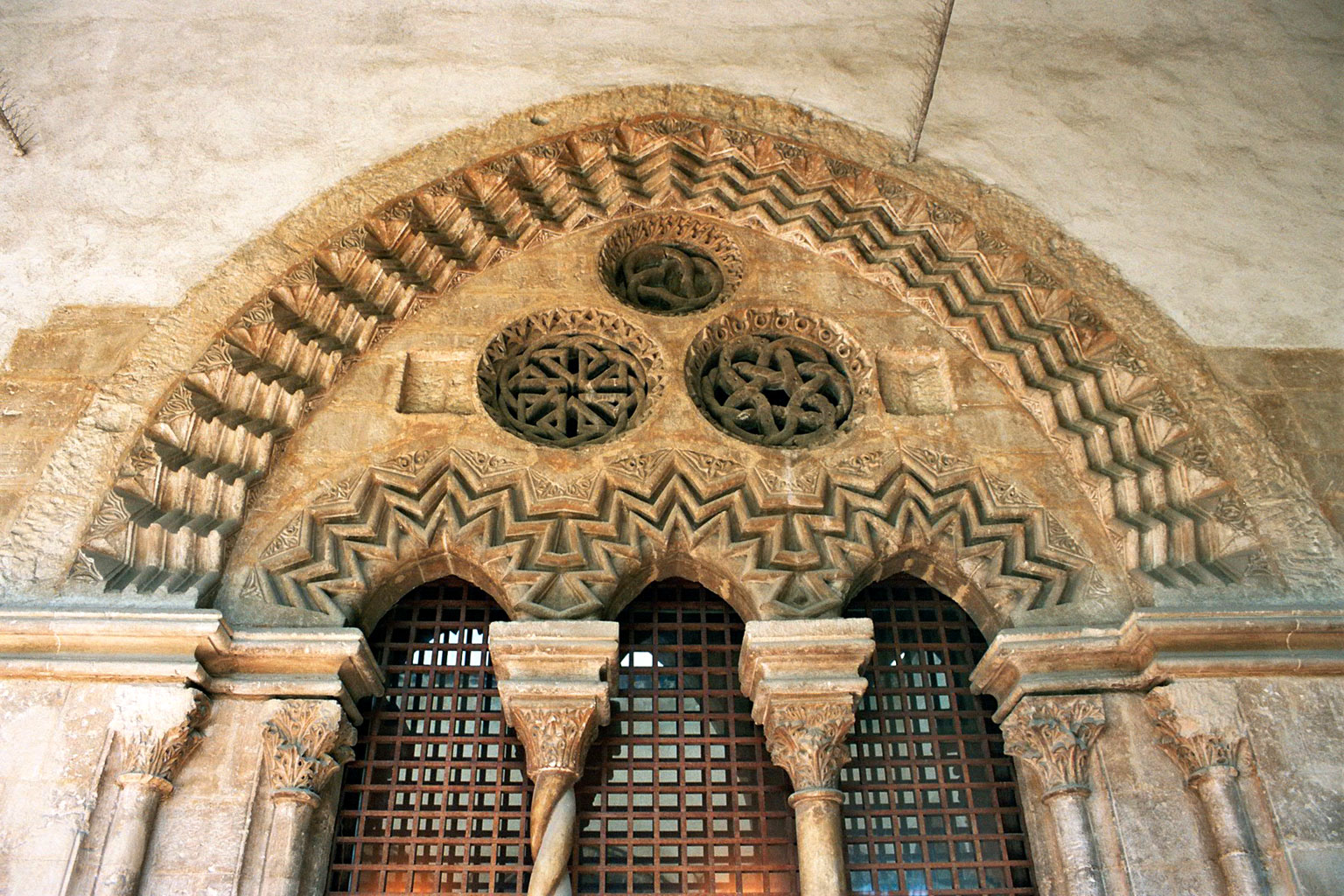
Palermo, Palazzo Steri, finestra del piano nobile
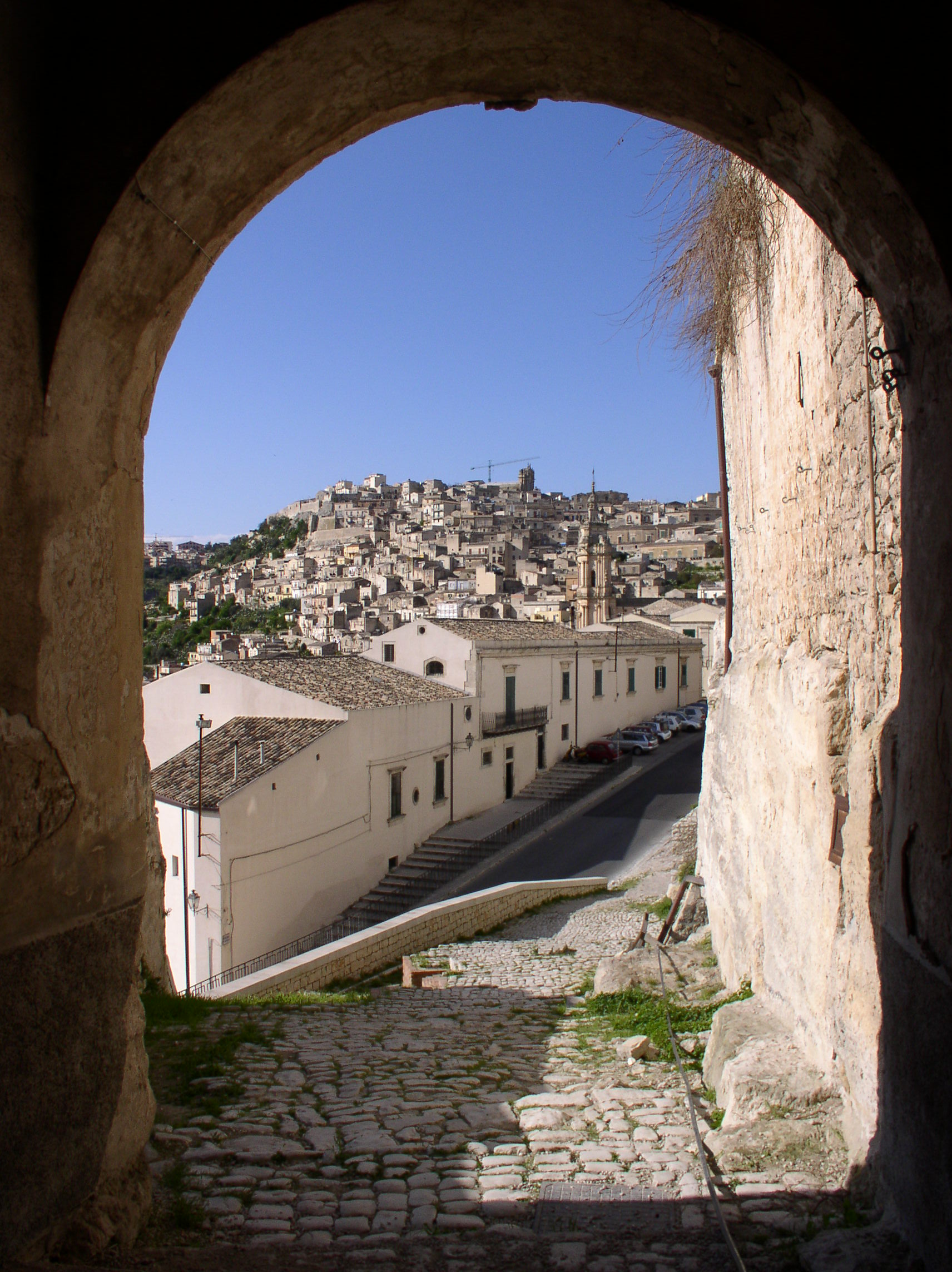
Modica, ingresso del castello dei Conti
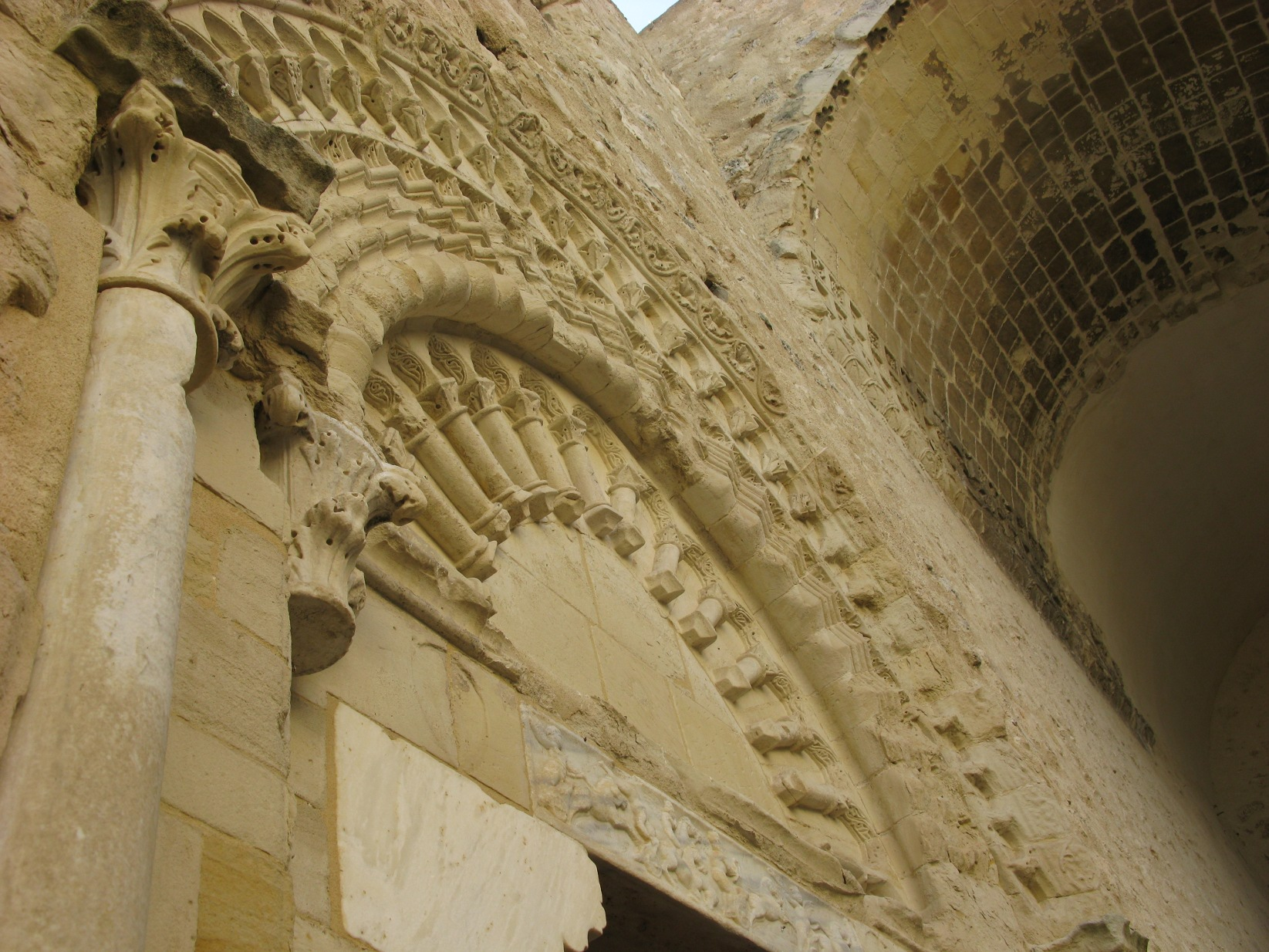
Favara, portale della cappella del castello Chiaramonte
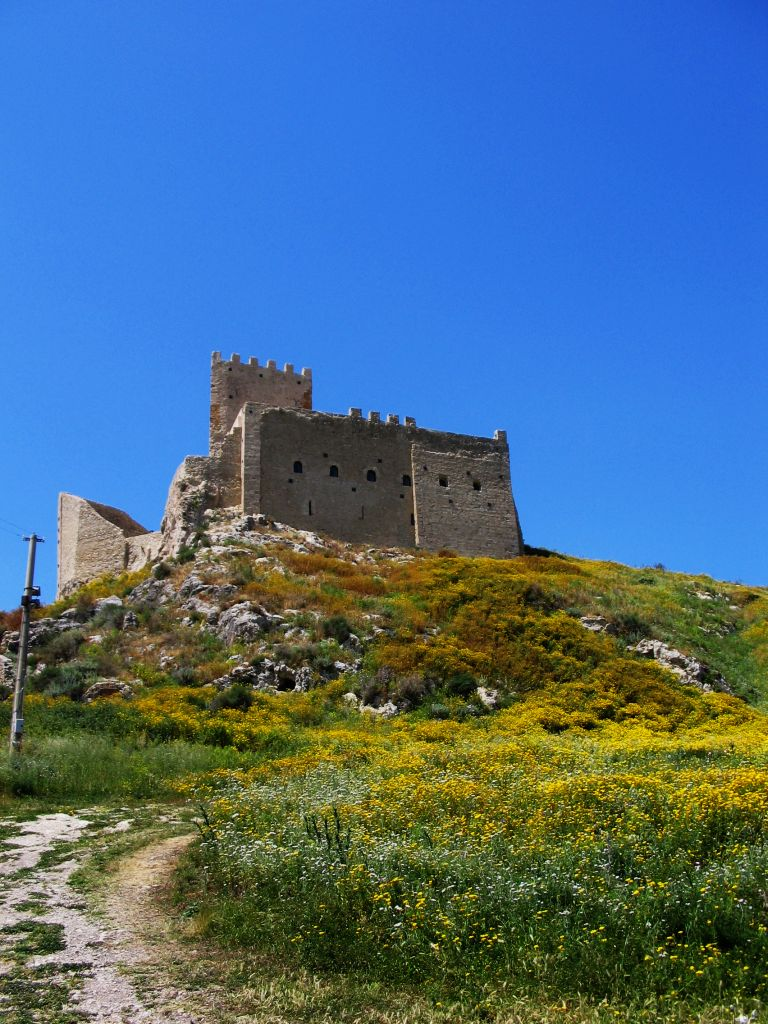
Palma di Montechiaro: il castello chiaromontano
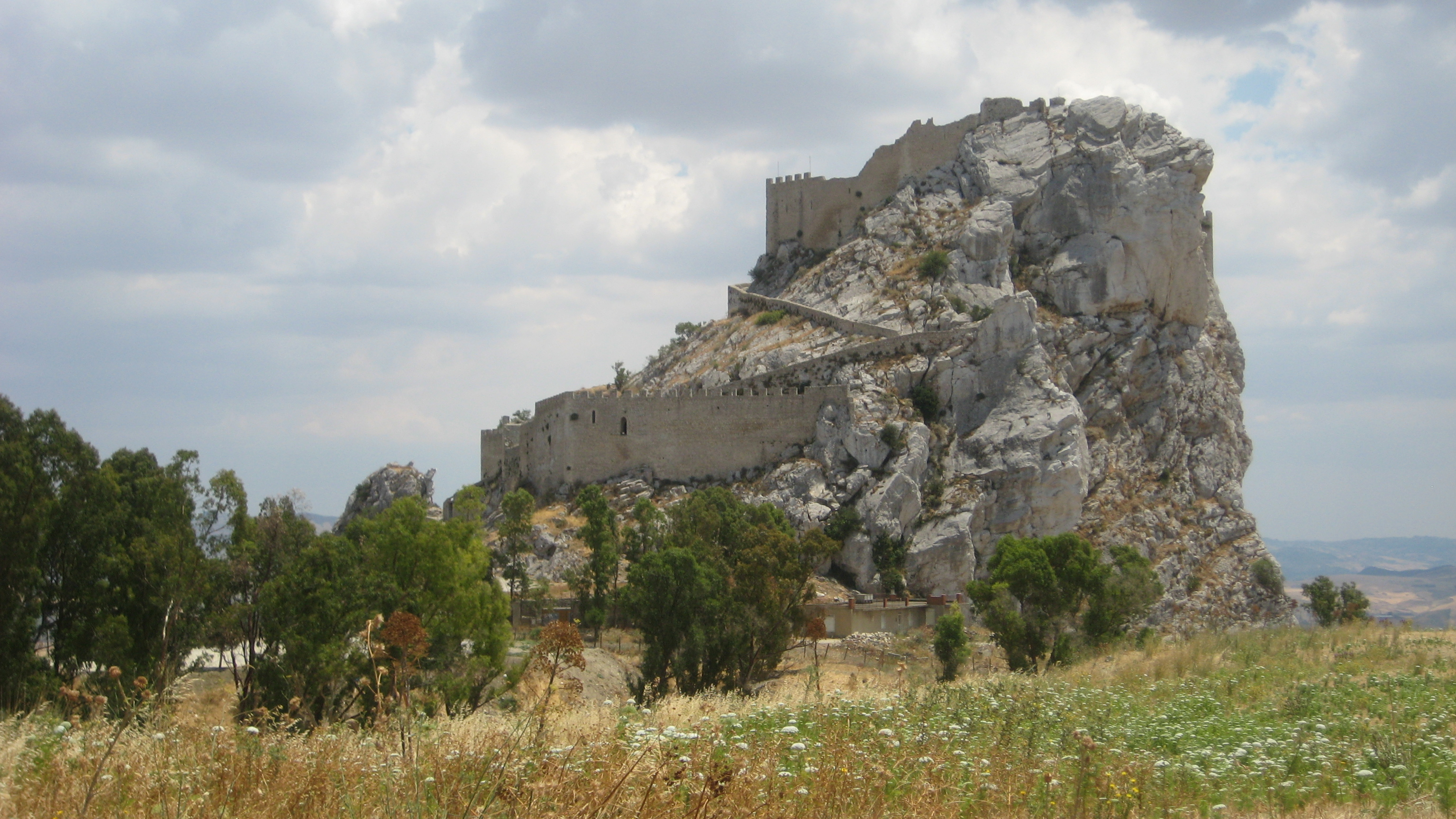
Mussomeli. Il Castello di Mussomeli manfredonico-chiaramontano, eretto nel XIV secolo.
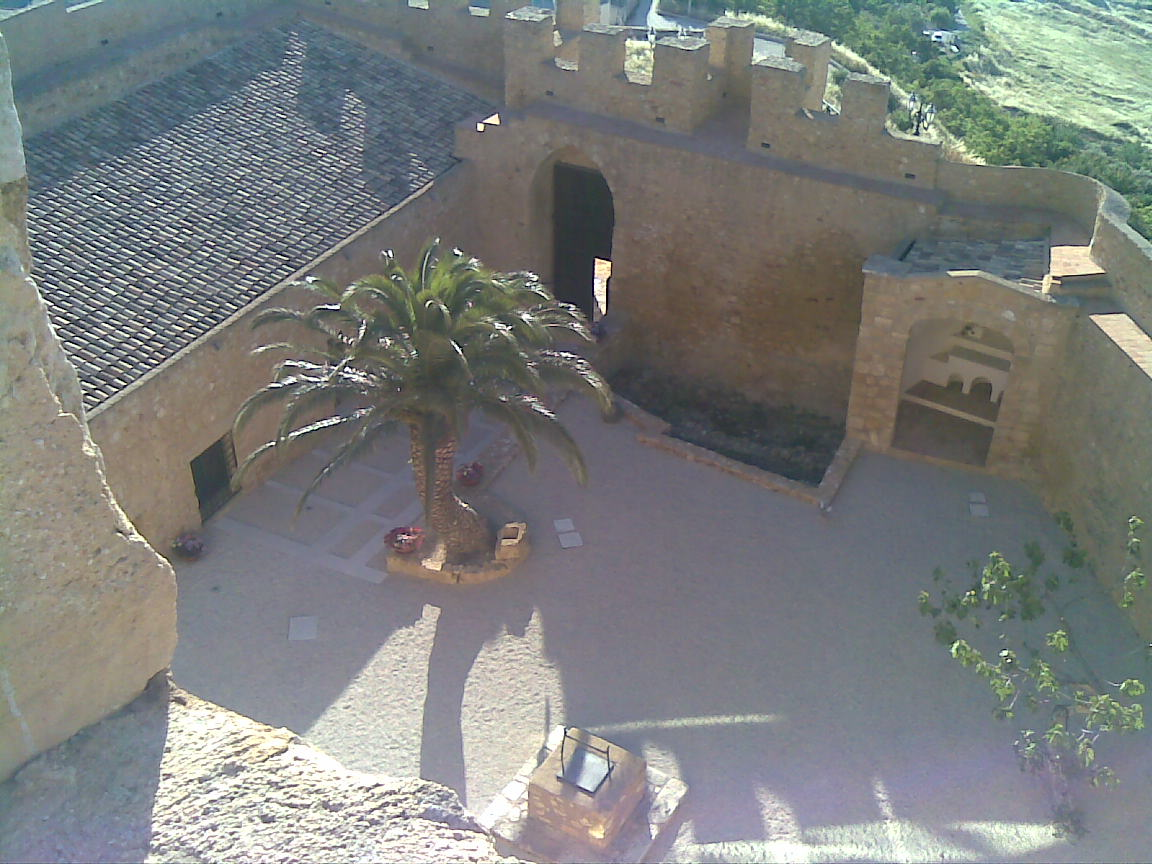
Il cortile interno del castello di Naro.
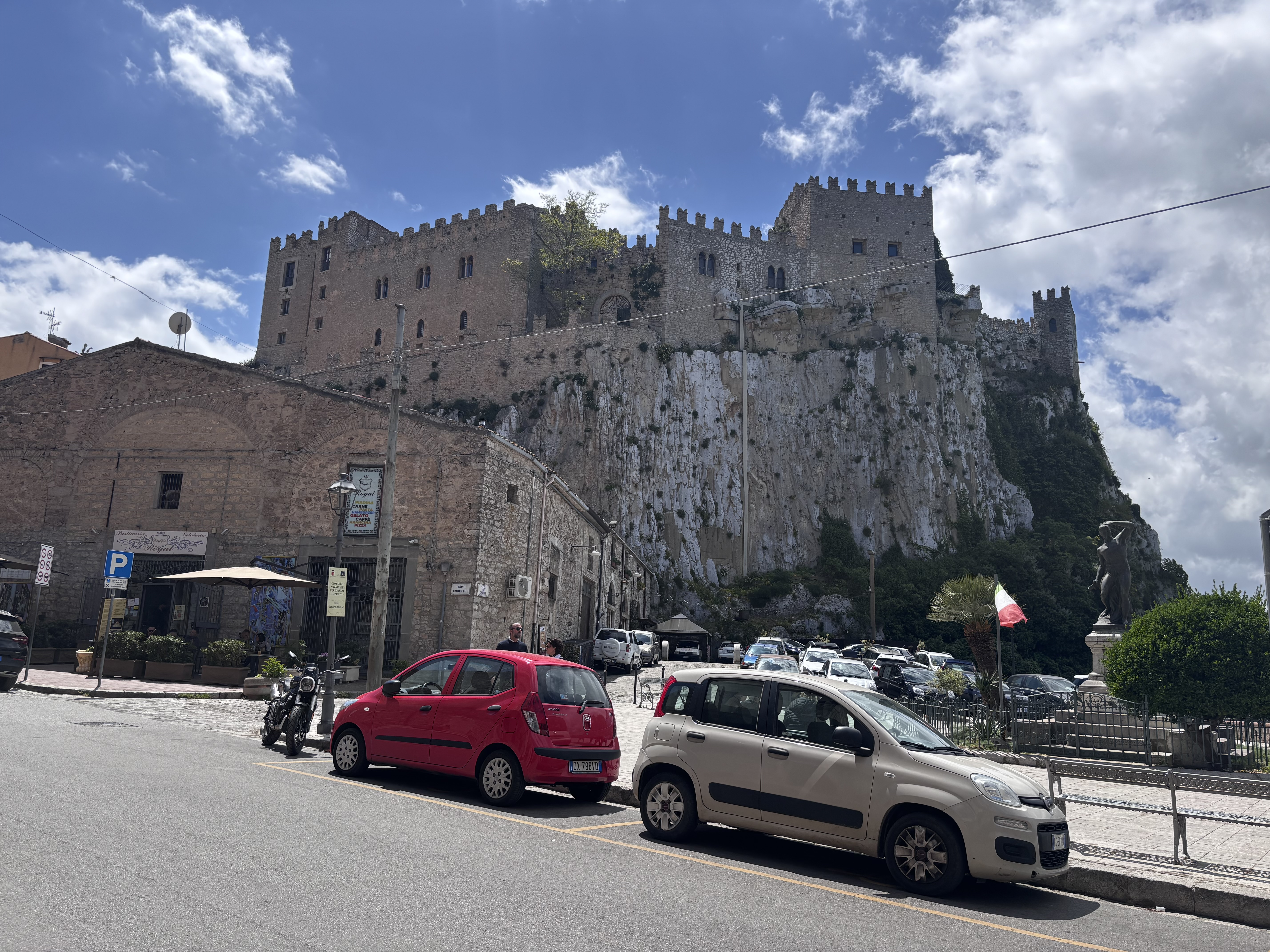
Castello di Caccamo.